# .cy
.cy è il dominio di primo livello nazionale assegnato a Cipro.
È amministrato dall'Università di Cipro.

## Domini di secondo livello
Sono disponibili i seguenti domini di secondo livello:
- ac.cy
- biz.cy
- com.cy
- ekloges.cy
- gov.cy
- ltd.cy
- name.cy
- net.cy
- org.cy
- press.cy
- pro.cy
- tm.cy
- mil.cy